# NSWRL 1912/Ergebnisse
Diese Liste enthält die Ergebnisse der regulären Saison der NSWRL 1912. Die reguläre Saison startete am 4. Mai und endete am 24. August. Sie umfasste 14 Runden.

## Runde 1
| 4. Mai 15:15 | Eastern Suburbs | 8 : 7 | Annandale | Sydney Sports Ground, Sydney Zuschauer: 6.000 Schiedsrichter: Laurie Kearney |
| 4. Mai 15:15 | (4:7) Bericht   |       |           | Sydney Sports Ground, Sydney Zuschauer: 6.000 Schiedsrichter: Laurie Kearney |

| 4. Mai 15:15 | Glebe         | 17 : 7 | Balmain Tigers | Wentworth Park, Sydney Zuschauer: 5.000 Schiedsrichter: Tom McMahon Sr. |
| 4. Mai 15:15 | (0:2) Bericht |        |                | Wentworth Park, Sydney Zuschauer: 5.000 Schiedsrichter: Tom McMahon Sr. |

| 4. Mai 15:15 | Newtown Jets  | 29 : 0 | Western Suburbs Magpies | Metters Sports Ground, Sydney Zuschauer: 2.000 Schiedsrichter: Arthur Farrow |
| 4. Mai 15:15 | (9:0) Bericht |        |                         | Metters Sports Ground, Sydney Zuschauer: 2.000 Schiedsrichter: Arthur Farrow |

| 4. Mai 15:15 | North Sydney Bears | 3 : 16 | South Sydney Rabbitohs | North Sydney Oval, Sydney Zuschauer: 5.000 Schiedsrichter: A. Ballerum |
| 4. Mai 15:15 | (3:6) Bericht      |        |                        | North Sydney Oval, Sydney Zuschauer: 5.000 Schiedsrichter: A. Ballerum |

## Runde 2
| 11. Mai 15:15 | Annandale     | 8 : 5 | Balmain Tigers | Birchgrove Oval, Sydney Zuschauer: 4.000 Schiedsrichter: E. Shaw |
| 11. Mai 15:15 | (8:5) Bericht |       |                | Birchgrove Oval, Sydney Zuschauer: 4.000 Schiedsrichter: E. Shaw |

| 11. Mai 15:15 | Eastern Suburbs | 22 : 8 | Western Suburbs Magpies | Royal Agricultural Society Showground, Sydney Zuschauer: 800 Schiedsrichter: Edward Larkin |
| 11. Mai 15:15 | (11:2) Bericht  |        |                         | Royal Agricultural Society Showground, Sydney Zuschauer: 800 Schiedsrichter: Edward Larkin |

| 11. Mai 15:15 | Glebe         | 11 : 2 | North Sydney Bears | Wentworth Park, Sydney Zuschauer: 4.000 Schiedsrichter: Laurie Kearney |
| 11. Mai 15:15 | (6:0) Bericht |        |                    | Wentworth Park, Sydney Zuschauer: 4.000 Schiedsrichter: Laurie Kearney |

| 11. Mai 15:15 | Newtown Jets  | 6 : 12 | South Sydney Rabbitohs | Sydney Sports Ground, Sydney Zuschauer: 15.000 Schiedsrichter: Tom McMahon Sr. |
| 11. Mai 15:15 | (2:2) Bericht |        |                        | Sydney Sports Ground, Sydney Zuschauer: 15.000 Schiedsrichter: Tom McMahon Sr. |

## Runde 3
| 18. Mai 15:15 | Balmain Tigers | 12 : 5 | Western Suburbs Magpies | Birchgrove Oval, Sydney Zuschauer: 1.000 Schiedsrichter: A. Norton |
| 18. Mai 15:15 | (5:0) Bericht  |        |                         | Birchgrove Oval, Sydney Zuschauer: 1.000 Schiedsrichter: A. Norton |

| 18. Mai 15:15 | Eastern Suburbs | 9 : 8 | South Sydney Rabbitohs | Royal Agricultural Society Showground, Sydney Zuschauer: 18.000 Schiedsrichter: Tom McMahon Sr. |
| 18. Mai 15:15 | (5:6) Bericht   |       |                        | Royal Agricultural Society Showground, Sydney Zuschauer: 18.000 Schiedsrichter: Tom McMahon Sr. |

| 18. Mai 15:15 | Newtown Jets  | 6 : 3 | Glebe | Wentworth Park, Sydney Zuschauer: 10.000 Schiedsrichter: Laurie Kearney |
| 18. Mai 15:15 | (0:3) Bericht |       |       | Wentworth Park, Sydney Zuschauer: 10.000 Schiedsrichter: Laurie Kearney |

| 18. Mai 15:15 | North Sydney Bears | 16 : 7 | Annandale | North Sydney Oval, Sydney Zuschauer: 2.500 Schiedsrichter: Arthur Farrow |
| 18. Mai 15:15 | (0:0) Bericht      |        |           | North Sydney Oval, Sydney Zuschauer: 2.500 Schiedsrichter: Arthur Farrow |

## Runde 4
| 25. Mai 15:15 | Eastern Suburbs | 10 : 2 | Glebe | Royal Agricultural Society Showground, Sydney Zuschauer: 22.000 Schiedsrichter: Tom McMahon Sr. |
| 25. Mai 15:15 | (4:2) Bericht   |        |       | Royal Agricultural Society Showground, Sydney Zuschauer: 22.000 Schiedsrichter: Tom McMahon Sr. |

| 25. Mai 15:15 | Newtown Jets  | 7 : 3 | Annandale | Wentworth Park, Sydney Zuschauer: 3.000 Schiedsrichter: Arthur Farrow |
| 25. Mai 15:15 | (5:3) Bericht |       |           | Wentworth Park, Sydney Zuschauer: 3.000 Schiedsrichter: Arthur Farrow |

| 25. Mai 15:15 | North Sydney Bears | 21 : 5 | Western Suburbs Magpies | North Sydney Oval, Sydney Zuschauer: 1.500 Schiedsrichter: A. Ballerum |
| 25. Mai 15:15 | (8:0) Bericht      |        |                         | North Sydney Oval, Sydney Zuschauer: 1.500 Schiedsrichter: A. Ballerum |

| 25. Mai 15:15 | South Sydney Rabbitohs | 29 : 5 | Balmain Tigers | Birchgrove Oval, Sydney Zuschauer: 6.000 Schiedsrichter: Laurie Kearney |
| 25. Mai 15:15 | (14:0) Bericht         |        |                | Birchgrove Oval, Sydney Zuschauer: 6.000 Schiedsrichter: Laurie Kearney |

## Runde 5
| 8. Juni 15:15 | Balmain Tigers | 14 : 2 | North Sydney Bears | Birchgrove Oval, Sydney Zuschauer: 1.500 Schiedsrichter: A. Ballerum |
| 8. Juni 15:15 | (9:2) Bericht  |        |                    | Birchgrove Oval, Sydney Zuschauer: 1.500 Schiedsrichter: A. Ballerum |

| 8. Juni 15:15 | Eastern Suburbs | 2 : 4 | Newtown Jets | Royal Agricultural Society Showground, Sydney Zuschauer: 10.000 Schiedsrichter: Laurie Kearney |
| 8. Juni 15:15 | (2:0) Bericht   |       |              | Royal Agricultural Society Showground, Sydney Zuschauer: 10.000 Schiedsrichter: Laurie Kearney |

| 8. Juni 15:15 | Glebe         | 7 : 0 | Annandale | Wentworth Park, Sydney Zuschauer: 2.000 Schiedsrichter: Tom McMahon Sr. |
| 8. Juni 15:15 | (7:0) Bericht |       |           | Wentworth Park, Sydney Zuschauer: 2.000 Schiedsrichter: Tom McMahon Sr. |

| 8. Juni 15:15 | South Sydney Rabbitohs | 26 : 10 | Western Suburbs Magpies | Sydney Sports Ground, Sydney Zuschauer: 400 Schiedsrichter: Arthur Farrow |
| 8. Juni 15:15 | (13:7) Bericht         |         |                         | Sydney Sports Ground, Sydney Zuschauer: 400 Schiedsrichter: Arthur Farrow |

## Runde 6
| 15. Juni 15:15 | Annandale     | 5 : 12 | South Sydney Rabbitohs | Sydney Sports Ground, Sydney Zuschauer: 6.000 Schiedsrichter: Tom McMahon Sr. |
| 15. Juni 15:15 | (5:7) Bericht |        |                        | Sydney Sports Ground, Sydney Zuschauer: 6.000 Schiedsrichter: Tom McMahon Sr. |

| 15. Juni 15:15 | Eastern Suburbs | 34 : 7 | North Sydney Bears | Royal Agricultural Society Showground, Sydney Zuschauer: 4.000 Schiedsrichter: Arthur Farrow |
| 15. Juni 15:15 | (16:5) Bericht  |        |                    | Royal Agricultural Society Showground, Sydney Zuschauer: 4.000 Schiedsrichter: Arthur Farrow |

| 15. Juni 15:15 | Glebe   | 27 : 5 | Western Suburbs Magpies | Wentworth Park, Sydney Zuschauer: 2.000 Schiedsrichter: A. Ballerum |
| 15. Juni 15:15 | Bericht |        |                         | Wentworth Park, Sydney Zuschauer: 2.000 Schiedsrichter: A. Ballerum |

| 15. Juni 15:15 | Newtown Jets    | 12 : 20 | Balmain Tigers | Metters Sports Ground, Sydney Zuschauer: 4.000 Schiedsrichter: Laurie Kearney |
| 15. Juni 15:15 | (12:13) Bericht |         |                | Metters Sports Ground, Sydney Zuschauer: 4.000 Schiedsrichter: Laurie Kearney |

## Runde 7
| 29. Juni 15:15 | Annandale     | 3 : 7 | Western Suburbs Magpies | Wentworth Park, Sydney Zuschauer: 200 Schiedsrichter: A. Ballerum |
| 29. Juni 15:15 | (3:4) Bericht |       |                         | Wentworth Park, Sydney Zuschauer: 200 Schiedsrichter: A. Ballerum |

| 29. Juni 15:15 | Balmain Tigers | 0 : 35 | Eastern Suburbs | Birchgrove Oval, Sydney Zuschauer: 6.000 Schiedsrichter: Tom McMahon Sr. |
| 29. Juni 15:15 | (0:14) Bericht |        |                 | Birchgrove Oval, Sydney Zuschauer: 6.000 Schiedsrichter: Tom McMahon Sr. |

| 29. Juni 15:15 | Newtown Jets   | 33 : 5 | North Sydney Bears | Metters Sports Ground, Sydney Zuschauer: 3.000 Schiedsrichter: Arthur Farrow |
| 29. Juni 15:15 | (12:5) Bericht |        |                    | Metters Sports Ground, Sydney Zuschauer: 3.000 Schiedsrichter: Arthur Farrow |

| 29. Juni 15:15 | South Sydney Rabbitohs | 5 : 6 | Glebe | Sydney Sports Ground, Sydney Zuschauer: 15.000 Schiedsrichter: Laurie Kearney |
| 29. Juni 15:15 | (5:0) Bericht          |       |       | Sydney Sports Ground, Sydney Zuschauer: 15.000 Schiedsrichter: Laurie Kearney |

## Runde 8
| 6. Juli 15:15 | Annandale      | 7 : 12 | Eastern Suburbs | Wentworth Park, Sydney Zuschauer: 5.000 Schiedsrichter: A. Ballerum |
| 6. Juli 15:15 | (7:10) Bericht |        |                 | Wentworth Park, Sydney Zuschauer: 5.000 Schiedsrichter: A. Ballerum |

| 6. Juli 15:15 | Balmain Tigers | 2 : 10 | Glebe | Birchgrove Oval, Sydney Zuschauer: 5.000 Schiedsrichter: Arthur Farrow |
| 6. Juli 15:15 | (0:5) Bericht  |        |       | Birchgrove Oval, Sydney Zuschauer: 5.000 Schiedsrichter: Arthur Farrow |

| 6. Juli 15:15 | Newtown Jets  | 21 : 8 | Western Suburbs Magpies | Metters Sports Ground, Sydney Schiedsrichter: Charles Hedley |
| 6. Juli 15:15 | (5:5) Bericht |        |                         | Metters Sports Ground, Sydney Schiedsrichter: Charles Hedley |

| 6. Juli 15:15 | South Sydney Rabbitohs | 7 : 18 | North Sydney Bears | Sydney Sports Ground, Sydney Zuschauer: 4.500 Schiedsrichter: Tom McMahon Sr. |
| 6. Juli 15:15 | (7:5) Bericht          |        |                    | Sydney Sports Ground, Sydney Zuschauer: 4.500 Schiedsrichter: Tom McMahon Sr. |

## Runde 9
| 20. Juli 15:15 | Balmain Tigers | 10 : 8 | Annandale | Birchgrove Oval, Sydney Zuschauer: 3.000 Schiedsrichter: Laurie Kearney |
| 20. Juli 15:15 | (3:8) Bericht  |        |           | Birchgrove Oval, Sydney Zuschauer: 3.000 Schiedsrichter: Laurie Kearney |

| 20. Juli 15:15 | Eastern Suburbs | 41 : 9 | Western Suburbs Magpies | Royal Agricultural Society Showground, Sydney Zuschauer: 2.000 Schiedsrichter: Charles Hedley |
| 20. Juli 15:15 | (22:7) Bericht  |        |                         | Royal Agricultural Society Showground, Sydney Zuschauer: 2.000 Schiedsrichter: Charles Hedley |

| 20. Juli 15:15 | North Sydney Bears | 3 : 28 | Glebe | Wentworth Park, Sydney Zuschauer: 4.500 Schiedsrichter: Arthur Farrow |
| 20. Juli 15:15 | (3:7) Bericht      |        |       | Wentworth Park, Sydney Zuschauer: 4.500 Schiedsrichter: Arthur Farrow |

| 20. Juli 15:15 | South Sydney Rabbitohs | 20 : 13 | Newtown Jets | Sydney Sports Ground, Sydney Zuschauer: 10.000 Schiedsrichter: Tom McMahon Sr. |
| 20. Juli 15:15 | (17:3) Bericht         |         |              | Sydney Sports Ground, Sydney Zuschauer: 10.000 Schiedsrichter: Tom McMahon Sr. |

## Runde 10
| 27. Juli 15:15 | Annandale     | 3 : 7 | North Sydney Bears | North Sydney Oval, Sydney Zuschauer: 2.000 Schiedsrichter: Arthur Farrow |
| 27. Juli 15:15 | (0:5) Bericht |       |                    | North Sydney Oval, Sydney Zuschauer: 2.000 Schiedsrichter: Arthur Farrow |

| 27. Juli 15:15 | Balmain Tigers | 25 : 2 | Western Suburbs Magpies | Birchgrove Oval, Sydney Zuschauer: 1.500 Schiedsrichter: Charles Hedley |
| 27. Juli 15:15 | (14:2) Bericht |        |                         | Birchgrove Oval, Sydney Zuschauer: 1.500 Schiedsrichter: Charles Hedley |

| 27. Juli 15:15 | Glebe          | 23 : 0 | Newtown Jets | Wentworth Park, Sydney Zuschauer: 6.500 Schiedsrichter: Laurie Kearney |
| 27. Juli 15:15 | (12:0) Bericht |        |              | Wentworth Park, Sydney Zuschauer: 6.500 Schiedsrichter: Laurie Kearney |

| 27. Juli 15:15 | South Sydney Rabbitohs | 7 : 10 | Eastern Suburbs | Sydney Sports Ground, Sydney Zuschauer: 14.000 Schiedsrichter: Tom McMahon Sr. |
| 27. Juli 15:15 | (0:6) Bericht          |        |                 | Sydney Sports Ground, Sydney Zuschauer: 14.000 Schiedsrichter: Tom McMahon Sr. |

## Runde 11
| 3. August 15:15 | Annandale      | 10 : 18 | Newtown Jets | Wentworth Park, Sydney Zuschauer: 1.000 Schiedsrichter: Arthur Farrow |
| 3. August 15:15 | (7:10) Bericht |         |              | Wentworth Park, Sydney Zuschauer: 1.000 Schiedsrichter: Arthur Farrow |

| 3. August 15:15 | Balmain Tigers | 14 : 5 | South Sydney Rabbitohs | Birchgrove Oval, Sydney Zuschauer: 1.200 Schiedsrichter: Laurie Kearney |
| 3. August 15:15 | (10:5) Bericht |        |                        | Birchgrove Oval, Sydney Zuschauer: 1.200 Schiedsrichter: Laurie Kearney |

| 3. August 15:15 | Glebe         | 4 : 6 | Eastern Suburbs | Sydney Sports Ground, Sydney Zuschauer: 25.000 Schiedsrichter: Tom McMahon Sr. |
| 3. August 15:15 | (0:2) Bericht |       |                 | Sydney Sports Ground, Sydney Zuschauer: 25.000 Schiedsrichter: Tom McMahon Sr. |

| 3. August 15:15 | North Sydney Bears | 16 : 5 | Western Suburbs Magpies | North Sydney Oval, Sydney Zuschauer: 1.500 Schiedsrichter: Charles Hedley |
| 3. August 15:15 | (8:3) Bericht      |        |                         | North Sydney Oval, Sydney Zuschauer: 1.500 Schiedsrichter: Charles Hedley |

## Runde 12
| 10. August 15:15 | Annandale     | 3 : 8 | Glebe | Wentworth Park, Sydney Zuschauer: 3.000 Schiedsrichter: Tom McMahon Sr. |
| 10. August 15:15 | (3:0) Bericht |       |       | Wentworth Park, Sydney Zuschauer: 3.000 Schiedsrichter: Tom McMahon Sr. |

| 10. August 15:15 | Newtown Jets  | 6 : 12 | Eastern Suburbs | Royal Agricultural Society Showground, Sydney Zuschauer: 11.000 Schiedsrichter: Laurie Kearney |
| 10. August 15:15 | (6:0) Bericht |        |                 | Royal Agricultural Society Showground, Sydney Zuschauer: 11.000 Schiedsrichter: Laurie Kearney |

| 10. August 15:15 | North Sydney Bears | 9 : 8 | Balmain Tigers | North Sydney Oval, Sydney Zuschauer: 8.000 Schiedsrichter: Bill Finegan |
| 10. August 15:15 | (3:8) Bericht      |       |                | North Sydney Oval, Sydney Zuschauer: 8.000 Schiedsrichter: Bill Finegan |

| 10. August 15:15 | South Sydney Rabbitohs | 33 : 12 | Western Suburbs Magpies | Sydney Sports Ground, Sydney Zuschauer: 400 Schiedsrichter: Arthur Farrow |
| 10. August 15:15 | (9:3) Bericht          |         |                         | Sydney Sports Ground, Sydney Zuschauer: 400 Schiedsrichter: Arthur Farrow |

## Runde 13
| 17. August 15:15 | Balmain Tigers | 9 : 12 | Newtown Jets | Birchgrove Oval, Sydney Zuschauer: 4.000 Schiedsrichter: Laurie Kearney |
| 17. August 15:15 | (6:4) Bericht  |        |              | Birchgrove Oval, Sydney Zuschauer: 4.000 Schiedsrichter: Laurie Kearney |

| 17. August 15:15 | Glebe           | 34 : 18 | Western Suburbs Magpies | Wentworth Park, Sydney Zuschauer: 2.000 Schiedsrichter: Bill Finegan |
| 17. August 15:15 | (16:11) Bericht |         |                         | Wentworth Park, Sydney Zuschauer: 2.000 Schiedsrichter: Bill Finegan |

| 17. August 15:15 | North Sydney Bears | 10 : 15 | Eastern Suburbs | North Sydney Oval, Sydney Zuschauer: 9.000 Schiedsrichter: Tom McMahon Sr. |
| 17. August 15:15 | (8:12) Bericht     |         |                 | North Sydney Oval, Sydney Zuschauer: 9.000 Schiedsrichter: Tom McMahon Sr. |

| 17. August 15:15 | South Sydney Rabbitohs | 11 : 7 | Annandale | Sydney Sports Ground, Sydney Zuschauer: 4.000 Schiedsrichter: A. Norton |
| 17. August 15:15 | (5:0) Bericht          |        |           | Sydney Sports Ground, Sydney Zuschauer: 4.000 Schiedsrichter: A. Norton |

## Runde 14
| 24. August 15:15 | Eastern Suburbs | 14 : 7 | Balmain Tigers | Sydney Sports Ground, Sydney Zuschauer: 5.000 Schiedsrichter: Arthur Farrow |
| 24. August 15:15 | (3:3) Bericht   |        |                | Sydney Sports Ground, Sydney Zuschauer: 5.000 Schiedsrichter: Arthur Farrow |

| 24. August 15:15 | Glebe          | 19 : 16 | South Sydney Rabbitohs | Wentworth Park, Sydney Zuschauer: 4.000 Schiedsrichter: Tom McMahon Sr. |
| 24. August 15:15 | (11:8) Bericht |         |                        | Wentworth Park, Sydney Zuschauer: 4.000 Schiedsrichter: Tom McMahon Sr. |

| 24. August 15:15 | North Sydney Bears | 5 : 11 | Newtown Jets | North Sydney Oval, Sydney Zuschauer: 3.000 Schiedsrichter: Laurie Kearney |
| 24. August 15:15 | (3:3) Bericht      |        |              | North Sydney Oval, Sydney Zuschauer: 3.000 Schiedsrichter: Laurie Kearney |

| 24. August 15:15 | Western Suburbs Magpies | 6 : 15 | Annandale | Pratten Park, Sydney Zuschauer: 500 Schiedsrichter: Bill Finegan |
| 24. August 15:15 | (3:7) Bericht           |        |           | Pratten Park, Sydney Zuschauer: 500 Schiedsrichter: Bill Finegan |